# مدال فریتس والتر

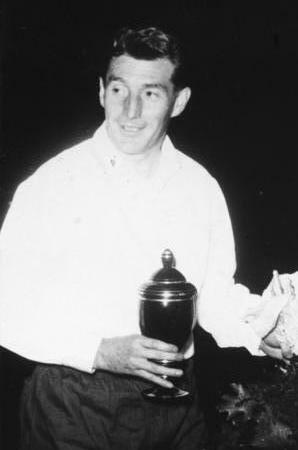
فریتس والتر

مدال فریتس والتر مجموعه‌ای از جوایز سالانه است که توسط فدراسیون فوتبال آلمان به بازیکنان جوان برتر آلمانی (در رده مردان و زنان) اعطا می‌شود. این جایزه اولین بار در سال ۲۰۰۵ اهدا شد و به افتخار فریتس والتر، کاپیتان تیم ملی آلمان غربی و قهرمان جام جهانی فوتبال ۱۹۵۴ نامگذاری شد.

## برندگان

### ۲۰۰۵
|      | زیر ۱۹ سال                          | زیر ۱۸ سال                          | زیر ۱۷ سال                         | زن                                 |
| طلا  | فلوریان مولر (بایرن مونیخ)          | مارک آندره کروسکا (بروسیا دورتموند) | سرگئی اولوسکین (وولفسبورگ)         | آنیا میتاگ (اف‌اف‌سی توربین پوتسدام) |
| نقره | مانوئل نویر (شالکه ۰۴)              | سورن هالفار (هانوفر ۹۶)             | دانیل هالفر (اف‌سی کایزرسلاترن)     | پاتریشیا هانبک (دویسبورگ)          |
| برنز | اوگن پولانسکی (بروسیا مونشن‌گلادباخ) | کوین پرینس بواتنگ (هرتابرلین)       | سباستین تایرالا (بوروسیا دورتموند) | زیلیا ششیچ (اس‌سی ۰۷ باد نئوناهر)   |

### ۲۰۰۶
|      | زیر ۱۹ سال                        | زیر ۱۸ آلمان                 | زیر ۱۷ سال                        | زن                                  |
| طلا  | کوین پرینس بواتنگ (هرتابرلین)     | سرگئی اولوسکین (وولفسبورگ)   | لارس بندر (مونیخ ۱۸۶۰)            | آنا بلس (کارل زایس ینا)             |
| نقره | رابرت فلسرز (بروسیا مونشن‌گلادباخ) | الکساندر ابرلین (مونیخ ۱۸۶۰) | مارکو مارین (بروسیا مونشن‌گلادباخ) | ندین کسلر (اف‌سی زاربروکن)           |
| برنز | دانیل آدلانگ (گروتر فورث)         | خوزه الکس ایکنگ (اشتوتگارت)  | سون بندر (مونیخ ۱۸۶۰)             | استفانی تساوی (اف‌اف‌وی نیوبراندبورگ) |

### ۲۰۰۷
|      | زیر ۱۹ سال              | زیر ۱۸ سال                        | زیر ۱۷ سال                 | زن                                   |
| طلا  | بندیکت هوودس (شالکه ۰۴) | مارکو مارین (بروسیا مونشن‌گلادباخ) | پاتریک فانک (اشتوتگارت)    | بابت پیتر (اف‌اف‌سی توربین پوتسدام)    |
| نقره | مانوئل کنراد (فرایبورگ) | اریک ماکسیم چوپو-موتینگ (هامبورگ) | کنستانتین راوش (هانوفر ۹۶) | کاتارینا باوناچ (بایرن مونیخ)        |
| برنز | ژروم بواتنگ (هامبورگ)   | اشتفان راینارتس (بایر ۰۴ لورکوزن) | نیلز تکسیرا (بایر لورکوزن) | بیانکا اشمیت (اف‌اف‌سی توربین پوتسدام) |

### ۲۰۰۸
|      | زیر ۱۹ سال                    | زیر ۱۸ سال                           | زیر ۱۷ سال                    | زن                             |
| طلا  | دنیس دیک مایر (وردربرمن)      | تونی کروس (بایرن مونیخ)              | مانوئل گولده (۱۸۹۹ هوفنهایم)  | یانا بورمایستر (کارل زایس ینا) |
| نقره | فلوریان جونگویرت (مونیخ ۱۸۶۰) | سباستین رودی (اشتوتگارت)             | لنارت هارتمن (هرتابرلین)      | کیم کولیگ (وی‌ف‌ال سیندلفینگن)   |
| برنز | مارسل ریسه (بایر ۰۴ لورکوزن)  | ریچارد سوکوتا-پاسو (بایر ۰۴ لورکوزن) | شروین رجبعلی فردی (هرتابرلین) | والریا کلینر (فرایبورگ)        |

### ۲۰۰۹
|      | زیر ۱۹ سال                 | زیر ۱۸ سال                    | زیر ۱۷ سال                                | زن                                 |
| طلا  | لوئیس هلتبی (شالکه ۰۴)     | مارکو ترازینو (هوفنهایم ۱۸۹۹) | ماریو گوتسه (بروسیا دورتموند)             | مارینا هگرینگ (دویسبورگ)           |
| نقره | کنستانتین راوش (هانوفر ۹۶) | سورن برترام (هامبورگ)         | راینهولد یابو (اف‌سی کلن)                  | الکساندرا پاپ (دویسبورگ)           |
| برنز | آندره شورله (ماینتس ۰۵)    | فیلیکس کروس (هانزا روستوک)    | مارک-آندره تر اشتگن (بروسیا مونشن‌گلادباخ) | جنیفر ماروژان (آینتراخت فرانکفورت) |

### ۲۰۱۰
|      | زیر ۱۹ سال                    | زیر ۱۸ سال                    | زیر ۱۷ سال                  | زن                                    |
| طلا  | پنیل ملاپا (مونیخ ۱۸۶۰)       | ماریو گوتسه (بروسیا دورتموند) | تیمو هان (اف‌سی کلن)         | سوونیا هوت (آینتراخت فرانکفورت)       |
| نقره | اشتفان بل (ماینتس ۰۵)         | راینهولد یابو (اف‌سی کلن)      | آندره هافمن (دویسبورگ)      | رامونا پتزلبرگر (اس‌سی ۰۷ باد نئوناهر) |
| برنز | شروین رجبعلی فردی (هرتابرلین) | ماتیاس زیمرمن (کارلسروهه)     | کولیا پوش (بایر ۰۴ لورکوزن) | کیرا مالینوفسکی (اس‌جی‌اس اسن)          |

### ۲۰۱۱
|      | زیر ۱۹ سال                                | زیر ۱۸ سال                     | زیر ۱۷ سال                      | زن                              |
| طلا  | مارک-آندره تر اشتگن (بروسیا مونشن‌گلادباخ) | یولیان دراکسلر (شالکه ۰۴)      | امره جان (بایرن مونیخ)          | یوهانا الیسیگ (بایر ۰۴ لورکوزن) |
| نقره | ماتیاس زیمرمن (کارلسروهه)                 | سانی کیتل (آینتراخت فرانکفورت) | رابین یالچین (اشتوتگارت)        | لوئیسا ونسینگ (دویسبورگ)        |
| برنز | کوین فولاند (مونیخ ۱۸۶۰)                  | مارکوس مندلر (اف‌سی نورنبرگ)    | اودیسیاس ولاخودیموش (اشتوتگارت) | ملانی لویپلتز (فرایبورگ)        |

### ۲۰۱۲
|      | زیر ۱۹ سال                     | زیر ۱۸ سال                     | زیر ۱۷ سال                 | زن                               |
| طلا  | آنتونیو رودیگر (اشتوتگارت)     | ماتیاس گینتر (فرایبورگ)        | لئون گورتسکا (بوخوم)       | لینا لوتزن (بایرن مونیخ)         |
| نقره | آندره هافمن (دویسبورگ)         | توماس پلدل (مونیخ ۱۸۶۰)        | مکس مایر (شالکه ۰۴)        | لینا مگئول (اف‌اس‌وی گوترسلو ۲۰۰۹) |
| برنز | پاتریک راکوفسکی (اف‌سی نورنبرگ) | دومینیک کوهر (بایر ۰۴ لورکوزن) | پاسکال ایتر (اف‌سی نورنبرگ) | سارا دیبریتز (فرایبورگ)          |

### ۲۰۱۳
|      | زیر ۱۹ سال                     | زیر ۱۸ سال                    | زیر ۱۷ سال               | زن                           |
| طلا  | ماتیاس گینتر (فرایبورگ)        | کوین آکپوگوما (هوفنهایم ۱۸۹۹) | تیمو ورنر (اشتوتگارت)    | ملانی لویپلتز (فرایبورگ)     |
| نقره | یانیک گیرهارد (اف‌سی کلن)       | یزوا کیمیش (آربی لایپزیگ)     | یولیان برانت (وولفسبورگ) | سارا دیبریتز (فرایبورگ)      |
| برنز | دومینیک کوهر (بایر ۰۴ لورکوزن) | آنتونی سیر (هرتابرلین)        | دونیس آودیجاج (شالکه ۰۴) | فرانزیسکا جاسر (بایرن مونیخ) |

### ۲۰۱۴
|      | زیر ۱۹ سال                   | زیر ۱۸ سال                       | زیر ۱۷ سال                  | زن                                   |
| طلا  | نیکلاس اشتارک (اف‌سی نورنبرگ) | یولیان برانت (بایر ۰۴ لورکوزن)   | بندیکت گیبر (هوفنهایم ۱۸۹۹) | سارا دیبریتز (فرایبورگ)              |
| نقره | مکس مایر (شالکه ۰۴)          | لوین اوزتونالی (بایر ۰۴ لورکوزن) | دمیر بکتیچ (هرتابرلین)      | پاولین بریمر (اف‌اف‌سی توربین پوتسدام) |
| برنز | یزوا کیمیش (آربی لایپزیگ)    | یوناس فورنباخ (فرایبورگ)         | تیمو کونیگسمن (هانوفر ۹۶)   | یاسمین سهان (وولفسبورگ)              |

### ۲۰۱۵
|      | زیر ۱۹ سال                    | زیر ۱۷ سال                     | زن                                   |
| طلا  | جاناتان تاه (بایر ۰۴ لورکوزن) | فلیکس پاسلاک (بروسیا دورتموند) | پاولین بریمر (اف‌اف‌سی توربین پوتسدام) |
| نقره | تیمو ورنر (اشتوتگارت)         | نیکلاس دورش (بایرن مونیخ)      | نینا ایهگوتز (اف‌سی کلن)              |
| برنز | لوکاس کلوسترمن (آربی لایپزیگ) | کنستانتین فرومن (فرایبورگ)     | لورا فریگانگ (تی‌اس‌وی اسکات ماینتس)   |

### ۲۰۱۶
|      | زیر ۱۹ سال                       | زیر ۱۷ سال                   | زن                                 |
| طلا  | بنیامین هنریکس (بایر ۰۴ لورکوزن) | جیان لوکا ایتر (وولفسبورگ)   | نینا ایهگوتز (اف‌سی کلن)            |
| نقره | فیلیپ اوخس (هوفنهایم ۱۸۹۹)       | کای هافرتس (بایر ۰۴ لورکوزن) | آنا گرهارت (بایرن مونیخ)           |
| برنز | مکسیمیلیان میتوشتت (هرتابرلین)   | آرنه مایه (هرتابرلین)        | تانیا پاولولک (آینتراخت فرانکفورت) |

### ۲۰۱۷
|      | زیر ۱۹ سال                        | زیر ۱۷ سال                   | زن                                  |
| طلا  | صالح اوزچان (اف‌سی کلن)            | یان-فیت آرپ (هامبورگ)        | جانا فلدکمپ (اس‌جی‌اس اسن)            |
| نقره | آیمان بارکوک (آینتراخت فرانکفورت) | ژان مانوئل امبوم (وردربرمن)  | جانینا مینگه (فرایبورگ)             |
| برنز | گوخان گل (فورتونا دوسلدورف)       | لارس لوکاس مای (بایرن مونیخ) | سوفیا کلاینهرن (آینتراخت فرانکفورت) |

### ۲۰۱۸
|      | زیر ۱۹ سال                   | زیر ۱۷ سال                       | زن                                  |
| طلا  | کای هافرتس (بایر ۰۴ لورکوزن) | نوآ کاترباخ (اف‌سی کلن)           | تانیا پاولولک (آینتراخت فرانکفورت)  |
| نقره | آرنه مایه (هرتابرلین)        | الیور باتیستا مایر (بایرن مونیخ) | سوفیا کلاینهرن (آینتراخت فرانکفورت) |
| برنز | مانوئل وینتزایمر (هامبورگ)   | لوکا اونبهون (بروسیا دورتموند)   | لنا اوبردورف (اس‌جی‌اس اسن)           |

### ۲۰۱۹
|      | زیر ۱۹ سال               | زیر ۱۷ سال                 | زن                        |
| طلا  | نیکلاس گریت کون (آژاکس)  | کریم ادیمی (اف سی لیفرینگ) | کلارا بول (فرایبورگ)      |
| نقره | یاشا واگنومن (هامبورگ)   | جردن مایر (اشتوتگارت)      | لنا اوبردورف (اس‌جی‌اس اسن) |
| برنز | یان اورل بیسک (اف‌سی کلن) | لازار سامارزیچ (هرتابرلین) | جیا کورلی (بایرن مونیخ)   |

### ۲۰۲۰
|      | زیر ۱۹ سال                 | زیر ۱۷ سال                      | زن                         |
| طلا  | نوآ کاترباخ (اف‌سی کلن)     | فلوریان ویرتس (بایر ۰۴ لورکوزن) | لنا اوبردورف (وولفسبورگ)   |
| نقره | کوین اهلرز (دینامو درسدن)  | توربن راین (بایرن مونیخ)        | جیا کورلی (هوفنهایم)       |
| برنز | فردریک جاکل (آربی لایپزیگ) | لوکا نتز (هرتابرلین)            | کارلوتا وامسر (اس‌جی‌اس اسن) |